# 어쩌다보니 8시 (평일)
권오성의 어쩌다보니 8시는 TBN 경북교통방송(포항 FM 103.5㎒, 울진 FM 103.7㎒)에서 평일 밤 8시부터 9시 53분까지 방송되는 경북 동해안 지역의 7080음악, 트로트 음악 프로그램이다.

## 프로그램 소개
- 정겨운 7080음악과 트로트 음악을 중심으로 하는 정통 음악프로그램! 하루를 정리하는 시간 저녁 8시, 시간이 어떻게 가는지도 모르게 바쁜 일상을 보내고 어쩌다 보니, 8시가 된 분들에게 소소한 행복과 위로가 될 수 있는 흥미로운 이야기를 전한다.

## 매일코너
- 오늘 밤도 안전운전 하세요 - 교통 안전 이야기
- 오성나이트 - 하루의 스트레스를 날려 버리는 신나는 댄스타임
- 오늘, 이 한 곡의 멜로디 - 한 곡의 노래에 담긴 의미와 숨은 이야기
- 오늘, 쓸데 있는 뉴스 브리핑 - 하루 중 재미있는 이슈 브리핑

## 요일 코너

### 월요일
- 박지민의 음식 디미방 : 잊혀진 지역 음식을 추억하는 시간 (방송인 박지민)

### 화요일
- 어쩌다 수사반장 : 화제의 사건을 바탕으로 범인을 찾아보는 시간(위덕대학교 경찰학과 정혜욱 교수)

### 수요일
- 빨간약 줄까 파란약 줄까 : 건강상식을 키우는 시간 (우창호 의학박사)

### 목요일
- 만나고 싶었습니다 : 다양한 직업을 가진 사람들과 살아가는 이야기를 나누며 희노애락을 함께 하는 시간 (매주 섭외)

### 금요일
- 어쩌다 라이브 : 신청곡과 함께하는 라이브 콘서트 (가수 장보윤)